# Bālā Maḩalleh-ye Gīldeh
Bālā Maḩalleh-ye Gīldeh (persiska: بالا محله گیلده) är en ort i Iran.   Den ligger i provinsen Gilan, i den norra delen av landet, 220 km nordväst om huvudstaden Teheran. Antalet invånare är 425.
Terrängen runt Bālā Maḩalleh-ye Gīldeh är mycket platt. Runt Bālā Maḩalleh-ye Gīldeh är det tätbefolkat, med 286 invånare per kvadratkilometer. Närmaste större samhälle är Lāhījān, 18,2 km sydväst om Bālā Maḩalleh-ye Gīldeh. Trakten runt Bālā Maḩalleh-ye Gīldeh består till största delen av jordbruksmark.